# Talmine
Talmine (in caratteri arabi: طالمين) è una città dell'Algeria facente parte del distretto di Charouine, nella provincia di Timimoun.